# Pont (Geldern)
Die Ortschaft Pont ist ein Teil der Stadt Geldern und hat 2673 Einwohner (Stand: 30. Oktober 2023).
Der Ort liegt in der Region Niederrhein an den Ufern der Niers. Sehenswürdigkeiten sind die neogotische Kirche von 1869 sowie die drei Wasserburgen Haus Ingenray, Haus Diesdonk und Haus Golten.

## Geographie

### Geographische Lage
Pont liegt linksrheinisch im niederrheinischen Tiefland, als Ortschaft der Stadt Geldern. Der Ort liegt im Durchschnitt 27 m ü. NN. Er wird durchflossen von der Niers, einem Zufluss der Maas. In der Niersaue, etwas nördlich der Stadt Wachtendonk, trennt sich der Flussarm die „Kleine Niers“ von der „Großen Niers“ und vereinigt sich bei Haus Golten in Pont wieder mit dem Hauptfluss. Hierdurch ergibt sich eine Flussinsel in der u. a. das Niersbroeck liegt. Im Osten bildet, vom Niers-Maaskanal bis etwa zur Mündung der „Kleinen Niers“, die (Große)Niers die Ponter Grenze zu Geldern, während von dort aus bis bei Haus Bellinghoven, die „Kleine Niers“ zur Grenze zwischen Nieukerk-Baersdonk und Pont wird. Im Süden wird Pont von Straelen-Vossum, im Westen von Walbeck und im Norden von Veert begrenzt.

### Nachbarorte im Gelderner Stadtgebiet
- Hartefeld
- Kapellen an der Fleuth
- Lüllingen
- Veert
- Vernum
- Walbeck
- Aengenesch
- Baersdonk
- Boeckelt

### Wappen und Banner
| Wappen der ehemaligen Gemeinde Pont, Kreis Geldern | Blasonierung: „In Gold (Gelb) drei rote Mispelblüten, 2:1 gestellt“ |

Banner der ehemaligen Gemeinde Pont

| Wappen der ehemaligen Gemeinde Pont, Kreis Geldern | Wappenbegründung: Das Wappen von Pont bezieht sich eventuell auf die Geschehnisse, die in der Drachensage erzählt werden. Dieses Wappen war früher auch in der Stadt Geldern in Gebrauch, wurde jedoch durch das heutige Wappen (Blau, ein schreitender goldener Löwe, unten begleitet von drei Mispelblüten) ersetzt. Banner: „Das Banner ist ein Wappenbanner.“ |

### Pont und die Niers
Wahrscheinlich verdankt die Ortschaft Pont einem Übergang (Pons lat. Brücke) über die Niers ihren Namen, da von der römischen Heeresstraße, welche durch Pont führte, eine römische Straße zum Rhein abzweigte.
Das Gebiet der Ortschaft Pont wird in östlicher Richtung durch die Niers und die Kleine Niers begrenzt. Durch vorbildliche Zusammenarbeit von Niersverband, Landschaftsbehörden, der Stadt Geldern und privaten Grundstückseigentümern ist es gelungen, die Niers zwischen Pont und Neerpont zu renaturieren und teilweise in ihr ursprüngliches Bett zu legen.
Das Niersauenkonzept Pont ist eine der ersten Renaturierungen auf der Grundlage des Niersauenkonzeptes.
Es beinhaltet die naturnahe Gewässerumgestaltung (Renaturierung der Niers) auf einer Strecke von rund 800 m Nierslauf, die Wiederherstellung auentypischer Biotopstrukturen (Auenrenaturierung) sowie Maßnahmen zur Lenkung der Erholungsnutzung und Verbesserung der Erlebbarkeit naturnaher Gewässer durch die Bevölkerung. Kernstück der „Niersrenaturierung Pont“ ist die Verlegung eines Teilabschnittes der Niers (300 m) in einen natürlichen Gewässerabschnitt (420 m).
Die Plangenehmigung gem. § 31 WHG für einen weiteren Abschnitt auf 1200 m Länge liegt vor. Die Ausführungsplanung wird zurzeit durchgeführt. Die Ausführung ist für den Sommer 2006 vorgesehen. Sie ist jedoch abhängig von der Zusage von Fördermitteln des Landes.

## Geschichte

### Römerzeit
Pont liegt an einer Römerstraße, die von Xanten nach Tongeren (Belgien) führte. Die heutige B 58 liegt im Ortsgebiet von Pont größtenteils auf der römischen Trasse. Dies bestätigt eine Karte des Jakob van Deventer von 1560. Auch im Mittelalter hatte diese Straße überörtliche Bedeutung. Sie war eine wichtige Verbindung von Geldern über Pont bis an die Maas. In direkter Nähe der B 58 sind bei Haus Diesdonk römische Funde aufgetreten. Zuletzt wurde 1999 ein bronzenes römisches Fabelwesen gefunden, ein schlangenähnliches Wesen mit dem Kopf eines Panthers. Es wird auf die zweite Hälfte des 2. Jahrhunderts datiert. Südlich des Dorfes befand sich nachweislich eine römische Siedlung mit einem 120 Gräber umfassenden Gräberfeld. Reste der im Zweiten Weltkrieg teils abhandengekommenen Sammlung sind im Heimatmuseum in Kevelaer untergebracht. Die Siedlung bestand wahrscheinlich vom Ende des 1. bis zum Beginn des 3. Jahrhunderts n. Chr. Von der Siedlung ist nur wenig bekannt, da die Franken bei ihren Überfällen zwischen 200 und 250 n. Chr. alles Römische dem Erdboden gleichmachten.

### Drachensage
Es wird erzählt, dass um 878 die Herren Wichard und Lupold von Pont gegen einen feuerspeienden Drachen kämpften. Sie fanden ihn unter einem Mispelbaum und einer der beiden durchbohrte den Drachen mit seinem Speer. Während der Drachen verendete, röchelte er noch zwei- oder dreimal „Gelre! Gelre!“ Die Stadt Geldern wurde daraufhin von den Herren von Pont als Erinnerung an diese Heldentat am Zusammenfluss von Fleuth und Niers gegründet.
Ausschnitt aus der Drachensage Der Draak von Pont nach Heinrich van de Locht (1868–1947) in Ponter Platt:
Vör dusend Joar, du hätt in Pont

’Ne lelken draak gewoant.

Dat woar en Bies, so lelk on quoad,

Dat Dire on Menße froat.

De Schiäper on de Müehleknech

On Buere van de Kluus,

Die froat hen van de Landstroat wech

Wie Worsch on Kappesmus.

On hen soat, soap on froat –

Et woar en rein Schandal –

De Maid met de Geit,

De Feß van den Deß,

Dat woar öm ganz egal.

De Graf van Pont, den hat twee Söen,

Die fonden dat nit schöen.

Se saije: „Vader, lot ons goan,

Den Draak es onsen doan.

…

### Berühmte Tochter des Ortes
Die heilige Adelheid von Vilich ist weit über die Grenzen der Ortschaft Pont bekannt. Sie war die Tochter des Vogtes Megingoz von Geldern (973–1001), der auch als Graf von Geldern bekannt ist, auch wenn Geldern zu dieser Zeit noch keine Grafschaft war.
Adelheid wurde im Stift St.Ursula in Köln erzogen. Sie war die erste Äbtissin des Klosters Vilich, das von ihren Eltern nach dem Tod ihres einzigen Bruders, der 978 im Böhmenkrieg fiel, gegründet wurde. Sie half den Armen und Notleidenden. Als eine große Dürre in Vilich herrschte, besuchte sie dieses Dorf und verteilte Nahrung an die hungernde Bevölkerung. Als die Leute sie anflehten, sie möge sie von dem Unheil befreien, sendete sie Stoßgebete zum Himmel und stach mit ihrem Stab in den Boden. An dieser Stelle schoss Wasser aus der Erde.
Diese Quelle wird daher auch Adelheid-Pützchen genannt. Das Wasser dieser Quelle soll Augenkrankheiten heilen können. Heute ist diese Quelle immer noch Ziel von Wallfahrten.
Adelheid wurde in Vilich beigesetzt. Auch ihre Reliquien ruhen dort.

### Gebietsreform
Die Stadt Geldern entstand in der heutigen Form am 1. Juli 1969 beim 1. kommunalen Neugliederungsprogramm in Nordrhein-Westfalen. Die Gemeinden Kapellen und Vernum sowie die Gemeinden Pont, Veert und Walbeck des Amtes Walbeck wurden mit der Stadt Geldern zusammengeschlossen.

### Dorfentwicklung
Der Ortskern Pont bestand ursprünglich aus einer lockeren Ansammlung von einigen landwirtschaftlichen Anwesen und Tagelöhnerhäusern um die Ponter Kapelle. Im weiteren Umfeld verstreut lagen Bauernhöfe und Kastelle. Nach dem letzten Weltkrieg wurde zunächst eine kleine Siedlung für Heimatvertriebene und Landarbeiter errichtet. Danach wurden an der Peripherie des Ortes nach und nach neue Baugebiete ausgewiesen. Auch innerhalb des Ortes wurden sukzessive Baulücken geschlossen, so dass sich allmählich der Ort zu einem Runddorf formte, in dem die Kirche fast in der Mitte lag. Relativ frühzeitig wurde die Infrastruktur verbessert, indem die Wasserversorgung sowie eine Kanalisation geschaffen und auch die Straßen befestigt und ausgebaut wurden. Im Außenbereich haben sich in „Neerpont“ die „weiße“ Siedlung und der Goltenhof aus ehemaligen landwirtschaftlichen Nebenerwerbsstellen zu kleineren Wohnsiedlungen ausgebildet. In den letzten Jahrzehnten begann eine Ausweitung des engeren Ortsbereiches vor allem in nördlicher Richtung. Obwohl die landwirtschaftlichen Betriebe ausgelagert wurden, bestimmen die ehemals landwirtschaftlich genutzten Gebäude heute nach wie vor wesentlich das Ortsbild. Sie dienen jetzt als Wohnungen oder werden zu Erwerbszwecken genutzt. Gemeinsam mit der Stadtverwaltung und dem Büro Schröder in Aachen wurde mit großem Engagement der Bevölkerung (Workshops, Arbeitskreise, Heimat- und Förderverein) Mitte der neunziger Jahre der Dorfentwicklungsplan erstellt und in wesentlichen Teilen bereits realisiert, teils durch die Kommune, aber auch zum großen Teil durch das Handeln des Heimat- und Fördervereins und der Bewohner und Nachbarschaften der einzelnen Straßen. Im Norden an der Walbecker Straße und im Westen an der Kreisstraße K 34 (Möhlendyck) konnten Gewerbegebiete ausgewiesen werden, in denen sich Betriebe, Handwerk, Handel und Dienstleistungen für den örtlichen und überörtlichen Bedarf ansiedeln und erweitern konnten und somit Arbeitsplätze im Ort zur Verfügung stellen. Im Ortskern sind in angemessenem Maße handwerkliche Betriebe, Geschäfte, und Dienstleistungsunternehmen angesiedelt. Auch die Pfarrgemeinde St. Antonius arbeitet an dieser Entwicklung mit. Umfangreiche Flächen wurden zur Verfügung gestellt. Der ehemalige Garten des Pfarrhauses ist heute ein Bürgerpark, der ständig ausgebaut und verschönert wird.
Seit 1979 befindet sich in einem weiteren Außenbereich an der kleinen Niers eine moderne Justizvollzugsanstalt. Sie wurde vom damaligen Gemeinderat nach Pont geholt, um aus den „leichtkriminellen“ Gefangenen Mitarbeiter für die Landwirtschaft zu rekrutieren. Dieser Plan ist im Zuge der sich schnell verändernden Verhältnisse nicht zur Realität geworden, so dass heute auch schwerkriminelle Gefangene im Ponter „Knast“ einsitzen.
2005 lebten in Pont 2150 Einwohner, davon 1603 im engeren Ortsbereich ohne die Siedlungsbereiche in Neerpont. Der örtliche Heimat- und Förderverein mit seinem Arbeitskreis „Umwelt und Verschönerung“ hat es sich zum Ziel gesetzt, die kommunalen Maßnahmen zu begleiten, fortzuführen und dabei darauf zu achten, das ländlich-dörfliche Ambiente des Ortes zu bewahren. Daher wird er stets in die öffentlichen Planungsaufgaben eingebunden. Der Heimat- und Förderverein engagiert sich auch durch Eigenleistungen und finanziellen Einsatz bei der verschönernden Gestaltung des Dorfes.

## Wirtschaftliche Entwicklung
In den letzten Jahren ist es gelungen die Gewerbeflächen am Ortsrand zu sichern und zu erweitern. Trotzdem wird darauf Wert gelegt, die Standorte der im Ort ansässigen Handwerksbetriebe zu sichern, um den ländlich-dörflichen Charakter zu erhalten. Neue Arbeitsplätze am Dorfrand – Justizvollzugsanstalt Geldern, Schlachthof, Gewerbe- und Dienstleistungspark Opheis – machen die Ortschaft über die Funktion als Wohnstätte hinaus attraktiver. Pont hat eine ansehnliche Anzahl von Unternehmen aufzuweisen, die viele Arbeitsplätze am Ort zur Verfügung stellen. So werden allein durch die Erweiterung der JVA und des Schlachthofes mehr als 200 neue Arbeitsplätze geschaffen werden.

### Medien
Seit über 22 Jahren veröffentlicht der Werner Terlinden-Verlag die „Lokalen Nachrichten“ für die Ortschaften der Stadt Geldern: Hartefeld, Pont, Aengenesch, Vernum, Poelyck, Baersdonk und Boeckelt.

## Religionen
Die Bevölkerung der Ortschaft Pont ist größtenteils katholisch. Die einzige Kirche im Ort ist die St.-Antonius-Kirche. Das Ponter Gotteshaus wird erstmals 1452 erwähnt; hier ist allerdings die alte Kapelle und nicht die heutige Kirche gemeint. 1667 wird St. Antonius als Pfarrkirche von Pont bezeichnet.

## Soziale Einrichtungen
Sprachheilkindergarten
Der Sprachheilkindergarten unter der Trägerschaft des Caritasverbandes Geldern betreut 24 Kinder im Alter von drei bis sechs Jahren aus dem gesamten Kreisgebiet. Bis zu 15 Fachkräfte kümmern sich um die besondere Förderung der benachteiligten Kinder.
Kindergarten
Der Kindergarten St. Antonius liegt in kirchlicher Trägerschaft. Vier Erzieherinnen betreuen hier in zwei Gruppen 50 Kinder. Die räumliche Nähe zum oben genannten Sprachheilkindergarten erlaubt eine gute Zusammenarbeit beider Einrichtungen.
Kinderhaus In der Schanz
Das Kinderhaus „In der Schanz“ befindet sich in privater Trägerschaft. Dort finden 13 Kinder und Jugendliche ab dem schulpflichtigen Alter ein Zuhause.
Spielgruppe
Eine Spielgruppe trifft sich wöchentlich im Pfarrheim. Eltern und ihre Kinder im Alter von 1,5 bis 3,5 Jahren spielen und basteln dort gemeinsam; Erfahrungen werden ausgetauscht.
Altenheim „Haus Golten“
Den 99 Bewohnern des Altenheims wird die Teilnahme am dörflichen Leben ermöglicht. Pfarrfest, Kirmes, Seniorentage usw. werden gemeinsam gefeiert.

## Kultur und Sehenswürdigkeiten

### Bauwerke
St.-Antonius-Kirche
Das Ponter Gotteshaus wird erstmals 1452 erwähnt; hier ist allerdings die alte Kapelle und nicht die heutige Kirche gemeint. 1667 wird St. Antonius als Pfarrkirche von Pont bezeichnet. Im Jahr 1866 wird mit dem Neubau der Kirche nach Plänen von Friedrich von Schmidt begonnen. Diese wird am 17. November 1869 eingesegnet für das Jahr 1872 ist eine Kirchweihe überliefert. Im Kriegsjahr 1945 wurde die Kirche von sechs Artillerietreffern an Turm, Dach und Fenstern beschädigt. Die Schäden wurden im Laufe der folgenden Jahre behoben.
Haus Golten
Haus Golten wird erstmals 1294 genannt. Im Mittelalter war Haus Golten, das damals „te Boemert“ hieß, der Sitz der Herren von Pont – der Sage nach Gründer der Burg und der Stadt Geldern. 1586 verwüsteten niederländische Soldaten das Anwesen und brannten es nieder. Erst im 17. Jahrhundert wurde das Haus wieder aufgebaut. Aus dieser Zeit stammt noch der Turm. Alle anderen Gebäude sind jüngeren Datums. Heute wird das Herrenhaus als Verwaltungssitz für das anliegende Altenheim genutzt. Haus Golten wurde am 15. April 1992 unter der Nummer A82 in die Denkmalschutzliste der Gemeinde Geldern aufgenommen.
Haus Ingenray

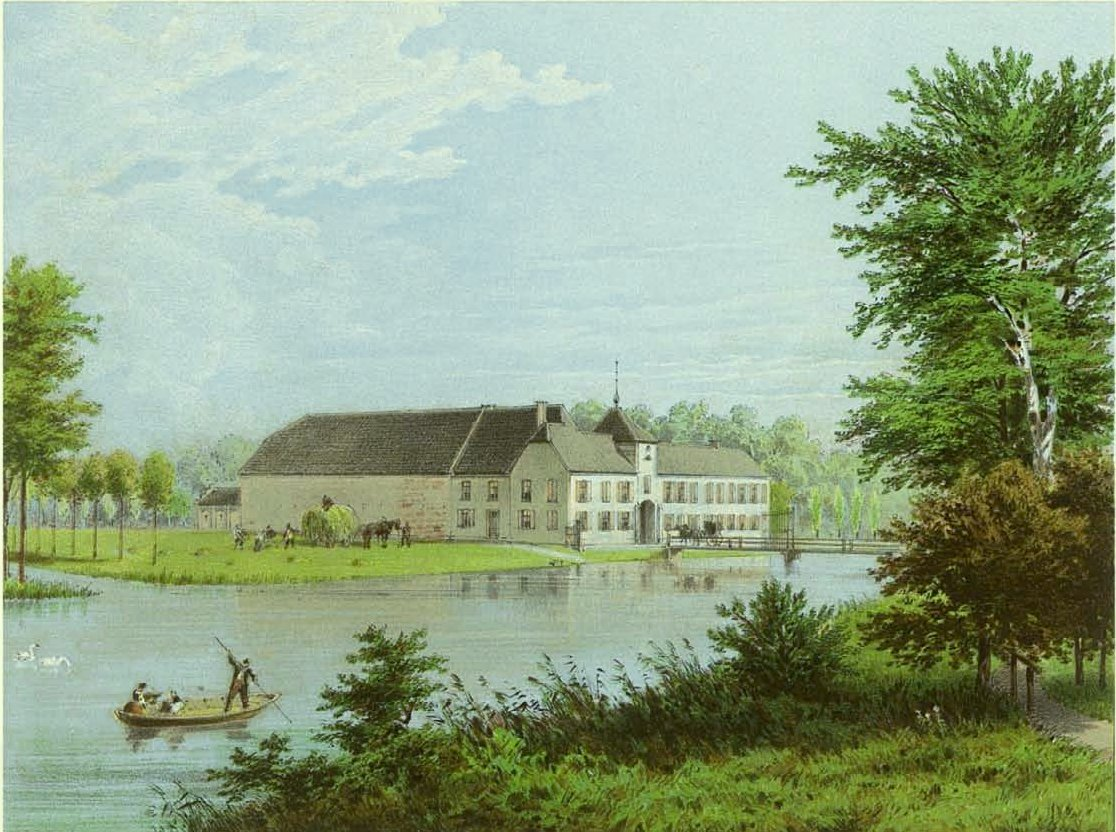
Haus Diesdonk. Sammlung Duncker, 1857 bis 1883

Zweigeschossiges Haus Ingenray mit neugotischen Eckwarten und hufeisenförmigen vorgestellten Anbauten. Der Kern des Hauses stammt aus dem Jahre 1461. Jedoch sind Teile des Hauses noch wesentlich älter. Das Haus war in Ritterbesitz, welche im Dienste des Herzogs von Geldern standen. Zu dem Haus gehörte eine Wassermühle, welche heute nicht mehr steht.
Haus Diesdonk
Von den Gebäuden des früheren Adelssitzes Haus Diesdonk sind heute noch zwei L-förmige, aneinanderstoßende, zweigeschossige Gebäude mit der aus dem 18. Jahrhundert stammenden Toreinfahrt erhalten. Diese wurden im 18. Jahrhundert zu Wohnzwecken umgebaut.
Bonshof
Der Bonshof ist ein eingeschossiger ehemaliger Bauernhof aus dem späten 18. Jahrhundert. Hinter dem Haus schließt im rechten Winkel der Stallteil an. Dem Hof kommt in der Ortsmitte des Dorfes eine äußerst wichtige, platzbildende Funktion zu. Er liegt direkt gegenüber der Kirche.
Wohnhaus Antoniusstraße 19a
Zweigeschossiges Wohnhaus mit Walmdach aus dem späten 19. Jahrhundert. Das Haus ist teilweise eingegrünt. Dem herrschaftlichen Gebäude kommt eine besonders ortsbildprägende Rolle zu.
Justizvollzugsanstalt Geldern
Die Justizvollzugsanstalt Geldern verfügt derzeit über 679 Haftplätze für erwachsene männliche Straftäter.

### Landschaft
Niersauen
Am entlang der Niers verlaufenden Rad- und Wanderweg werden die Besucher an einigen Stellen durch Infotafeln über das Projekt zur Renaturierung informiert. Die Maßnahmen werden bald in südlicher Richtung erweitert. Durch die Renaturierung wurde ein Stück typisch niederrheinische Flussauenlandschaft wiederhergestellt. Hier ist auch ein Rückzugsraum für seltene Tier- und Pflanzenarten entstanden. Längs der Niers liegen die alten Herrensitze Haus Ingenray, Haus Diesdonk und Haus Golten.
Grenzüberschreitende Erholung im Gebiet der Fossa Eugeniana
Das Naherholungsgebiet Fossa Eugeniana steht für eine grenzüberschreitende Zusammenarbeit zwischen der ehemaligen niederländischen Gemeinde Arcen en Velden (seit 2010 Teil der Gemeinde Venlo) und den deutschen Städten Straelen und Geldern. Diese Zusammenarbeit ist hervorgegangen aus der starken Verbundenheit der dort ansässigen Bevölkerung über Jahrhunderte. Dies stellt man auch fest in großen Übereinstimmungen bei der Kultur in diesem Gebiet. Der Dialekt an beiden Seiten der Grenze unterscheidet sich zum Beispiel nur unwesentlich.
Auch Pont liegt in diesem Gebiet, welches durch folgende Routen erschlossen ist:
FOSSA-Route
Um das zentrale Thema des Gebietes, die Fossa Eugeniana, wurde diese Fahrradroute angelegt. Entlang der Überreste des Kanals aus der Zeit der Spanier führt der Weg durch abwechslungsreiche Natur und vorbei an historischen Herrensitzen und Schlössern, Bauernhöfen und Mühlen.
AGRO-Route
Entlang der Route wird die land- und forstwirtschaftliche Bedeutung der Region dokumentiert. In großen und modernen Betrieben werden Blumen und Gemüse angebaut und auch im Gebiet vermarktet und weiterverarbeitet.

### Musik
Musikverein Pont – Jugendblasorchester
45 Mitglieder im Haupt-Orchester und 30 Musikschüler zählt das Jugendblasorchester Pont. Durch intensive Schulung in Einzel- und Gruppenunterricht sowie Grundkurse wird der Nachwuchs gesichert. Etwa dreißig- bis vierzigmal tritt der Musikverein im Jahr zu kirchlichen und weltlichen Veranstaltungen auf, er veranstaltet jährlich ein Neujahrskonzert mit überörtlichem Charakter in der Aula des Lise-Meitner-Gymnasiums in Geldern mit bis zu 800 Besuchern.
Zum 25-jährigen Bestehen des Vereins im Jahre 2005 brachte das Jugendblasorchester eine erste CD mit dem Titel „music“ heraus, auf der sich die Musiker mit neun Titeln präsentieren.
Weitere Aktivitäten sind: · Ferien- und Wochenendfreizeiten (unter anderem Reisen ins Ausland und in die Partnerstadt Fürstenberg/Brandenburg verbunden mit Benefizkonzerten), · Mitwirkung beim Live-Konzert WDR4, · musikalische Gestaltung der Messe am Hl. Abend durch eine Bläsergruppe in der Kapelle des Altenheims Haus Golten, · Traditionelles Spielen von Weihnachtsliedern am Heiligabend an verschiedenen Standorten im Dorf.
Männergesangverein Rheingold
Zwanzig Männer proben wöchentlich und bereiten sich so vor auf ein jährliches Konzert, auf offenes Singen mit Gastvereinen und Gastauftritte bei befreundeten Chören. Auch Vereinsausflüge – oft zu befreundeten Männergesangvereinen – dürfen nicht fehlen.
Kirchenchor St. Antonius
57 Sängerinnen und Sänger treffen sich mit ihrem Dirigenten Theo Büren zu wöchentlichen Chorproben. Sie sehen ihre wesentliche Aufgabe in der Gestaltung von Gottesdiensten, Festmessen und Kirchenkonzerten. Im Frühjahr eines jeden Jahres ziehen ihre Theateraufführungen viele Besucher an. Sie zeigen regelmäßig und aktiv ihre Mitwirkung bei örtlichen Veranstaltungen. Vereinsintern wird jährlich ein Ausflug angeboten. Im November darf natürlich das traditionelle Cäcilienfest nicht fehlen.

### Parks und Grünflächen
Das Dorf selbst hat trotz der Schließung vieler Baulücken und Ausweisung kleiner Baugebiete den dörflichen Charakter mit einer weiträumigen Bebauung nicht verloren. Grund hierfür sind die vielen Grünflächen und Niederungswiesen sowie die sehr großzügigen Gartenflächen mit alten Baumbeständen. Insbesondere der große Bürgerpark neben der Kirche mit seinen teils seltenen Bäumen und Sträuchern ist ein Ort der Ruhe und Erholung.
Gleiches gilt für die in Eigenleistung hergerichtete Dorfwiese mit Sitzgelegenheit unter alten Apfelbäumen und mit Blick auf den neuen Handwerker- und Vereinsbaum.

### Sport
Der örtliche Sportverein VfL 1924 Pont e. V. hat 2023 ungefähr 300 Mitglieder (davon 160 Kinder und Jugendliche). Derzeit bildet lediglich die C-Jugend den Verein, welche ohne Wertung in der Kreisklasse Nord/Süd 2 spielt. Der VfL organisiert das Dorfturnier, das Waldfest, mehrere Familienausflüge und verschiedene Jugend- und Seniorenturniere. Ein Büttenabend wird von der Alt-Herren-Abteilung durchgeführt. Das Clubhaus am Fußballplatz wurde in Eigenleistung errichtet. Seit August 2005 hat er als letzter Verein im Kreis Kleve mit dem Bruchweg einen eigenen Rasenplatz. Die Anlage selbst war seit 1966 im Besitz des VfLs.
Die Geschichte des VfL 1924 Ponts ist geprägt von Auf- und Abfahrten. Am 1. Juli 1924 wurde der Verein an der alten Schule gegründet. Aufgrund fehlender Protokolle, Dokumenten und Nachweisen ist bis zum Wiederbeginns des Vereinslebens in Deutschland 1945 kaum etwas über die frühe Geschichte des VfL Ponts bekannt. Nach 1945 wurden mit der Hilfe des britischen Roten Kreuzes die aller nötigsten Sportutensilien angeschafft und der Betrieb konnte wieder beginnen. 1947/48 beendete man die Saison als Drittletzter, jedoch erlangten die Spieler des Vereins Anerkennung, nachdem man im „Glockenspiel“ gegen den SV Budberg 500 Deutsche Mark für die ortseigene Kirche erspielen konnte. Mithilfe des jungen Vorstandes des Vereins für Rasensport konnte man eine neue Nachwuchsgeneration an den Verein binden, welche die existenzbedrohenden Phasen in den 1950er und 1960er beenden ließ. Die Stadt Geldern baute zum 50. Jubiläum des Vereins ein Vereinsheim. 1996 konnte der Verein nach Fahrstuhljahren in den 1980ern zwischen den Kreisligen den Aufstieg in die Bezirksliga erreichen. 2005 erhielt man schließlich einen Rasenplatz, nachdem man ausschließlich auf einem Ascheplatz gespielt hatte. Seit den 2010ern spielte der VfL Pont in den unteren Kreisligen bis schließlich nur noch eine Jugendmannschaft den Verein auf Spielebene vertritt (Stand: Dezember 2023). Neben dem Fußball ist die Turngruppe ein großer und fester Bestandteil des Sportvereins.

### Ponter Heimatlied / Hymne
Das Ponter Heimatlied Wor hör ek t’hüß? Das Lied ist generell als Heimatlied am Niederrhein bekannt und gilt auch als das Heimatlied von Kevelaer
Wor hör ek t’hüß, kennt’ gej min Land?

Gän Bärge schnejbeläje,

Gän driewend Water treckt en Band

Vörbej an grote Sträje:

Dor, wor de Niers dür’t Flackland geet,

Wor in dem Baend et Maisüüt steet

On wor de Keckfrosch quakt in’t Lüs,

Dor hör ek t’hüß, Dor hör ek t’hüß.

Wor op de Heij de Löwrek sengt,

Den Haas sprengt dür de Schmeele,

Wor os de ricke Sägen brengt

De Ärbeishand voll Schweele,

Wor in et Korn de Klatschmohn drömt,

Van Feld on Weije rond ömsömt,

So net-sches röst et Burenhüß,

Dor hör ek t’hüß, Dor hör ek t’hüß

Wor ger de Lüj en open Hand

In Not de Norber reike,

För Gott on Kerk en Vaderland

Noch fass stonn, wie de Eike,

Wor männ’gen Drömer männ’ge Söck,

So gut es, wie de andrenn ok,

Wor selde Striet on groot Gedrüß

Dor hör ek t’hüß, Dor hör ek t’hüß.

Pries gej auw Land mar allemoal

In Nord, Ost, Süd on Weste,

Ok männ’ge grote Noot es hoal

Min Ländsche es et beste!

Hier stond min Wieg, hier lüjt mech ok,

So Gott well, enns de Döjeklock.

Dann schrieft mech op et steene Krüß:

Hier hört hän t’hüß! Hier hört hän t’hüß!

## Verkehr

### Flugverkehr
Die nächstgelegenen Flughäfen sind der Flughafen Niederrhein und der Flughafen Düsseldorf.

### Schienen- und Busverkehr
Der Bahnhof Pont lag an der Bahnstrecke Haltern–Venlo.
Der Bahnhof Geldern liegt an der linksniederrheinischen Strecke, auf der täglich im Stundentakt und zusätzlich stündlich von Montag bis Freitag im Schienenpersonennahverkehr der „Niers-Express“ (RE 10) von Kleve über Krefeld nach Düsseldorf verkehrt.
Durchgeführt wird der Schienenpersonennahverkehr von der NordWestBahn, die Alstom Coradia LINT einsetzt.
Im kommunalen Personennahverkehr verkehren eine Reihe von Buslinien zur Erschließung der Region und des Stadtgebiets der Stadt Geldern. Die Ortschaft Pont ist von Geldern aus mit der Linie 063 (pendelt zwischen Geldern und Kempen) und der Stadtbuslinie 2 (SL2) zu erreichen.
Für den gesamten öffentlichen Personennahverkehr (ÖPNV) gilt der Tarif der Verkehrsverbund Rhein Ruhr (VRR) und tarifraumüberschreitend der NRW-Tarif.

### Straßen
Im Fernstraßenbereich ist Pont an die Bundesautobahnen 40 (E 34) und 57 (E 31) über die Bundesstraßen 9 und 58 angebunden.

### Fahrrad
In der Umgebung verlaufen zwei Routen der Fossa Eugenia, welche mit der Vereinbarung über eine interkommunale Zusammenarbeit zwischen der Stadt Straelen, der Stadt Geldern sowie der niederländischen Gemeinde Arcen en Velden seit dem Januar 1996 in grenzüberschreitender Kooperation ausgebaut wurden. Beide Routen sind ausgeschildert.

#### FOSSA-Route
Um das zentrale Thema des Gebietes, die Fossa Eugeniana, wurde diese Fahrradroute angelegt. Entlang der Überreste des Kanals aus der Zeit der Spanier führt der Weg durch abwechslungsreiche Natur und vorbei an historischen Herrensitzen und Schlössern, Bauernhöfen und Mühlen.

#### AGRO-Route
Entlang der Route wird die land- und forstwirtschaftliche Bedeutung der Region dokumentiert. In großen und modernen Betrieben werden Blumen und Gemüse angebaut und auch im Gebiet vermarktet und weiterverarbeitet.

### Skaten
Für Skater stehen ab dem 27. Juli 2003 vier neue, ausgeschilderte Skaterrouten in der Region Arcen en Velden – Geldern – Straelen zur Verfügung. Die kleineren Strecken sind jeweils 20 bis 25 Kilometer lang und führen rund um die Orte. Highlight ist die große Fossa Eugeniana Route, die über 60 Kilometer die Routen rund um Straelen, Geldern und Arcen verbindet.

### Wandern
Der Wanderweg Ponter Pädsche führt rund um Pont. Der Weg ist beschildert und führt den Wanderer an allen Sehenswürdigkeiten vorbei. Die Landschaft bietet verschiedene Möglichkeiten, der Hektik des Alltags zu entfliehen. Wandernd kann so der Charme der Ortschaft entdeckt werden.

## Sonstiges

### Veranstaltungen
- Der Herbst- und Kartoffelmarkt zieht jährlich mehrere Tausend Besucher an. Pont ist neben vielen weiteren Veranstaltungen weit über die Grenzen des Dorfes bekannt.
- Karneval: Anfangs gab es zwei Büttenabende pro Jahr durch den Männer-Gesangs-Verein (MGV) organisiert. Später war es nur noch einer, ein weiterer wurde von der Altherrenabteilung des VfL Pont durchgeführt. Zuerst stellte der MGV und später auch die Altherren das Ausrichten dieser Veranstaltung ein. Mittlerweile findet der Abend des Karnevalsvereins „Pontifex Maximus“, der zu diesem Zwecke neu gegründet wurde, statt. Mit der „Ponter Mispel“, einer Plakette, auf der das Ponter Wappen dargestellt ist, wird jedes Jahr ein Bürger ausgezeichnet, der sich in der Vergangenheit um den Ponter Karneval besonders verdient gemacht hat.
- Tolkien Tag Niederrhein[11]: Am Wochenende nach Pfingsten findet auf dem Sport- und Freizeitgelände im Eichental in Pont der Tolkien Tag Niederrhein statt, eine Veranstaltung der Deutschen Tolkien Gesellschaft rund um den Erfolgsautor J.R.R. Tolkien (Der Herr der Ringe, Der Hobbit, Silmarillion).

### Auszeichnungen
Pont gewann beim Wettbewerb „Unser Dorf soll schöner werden – unser Dorf hat Zukunft“ 2004 Silber.
Im Jahr 2006 wurde erneut die Silbermedaille gewonnen. Der Verband Rheinischer Baumschulen e. V. verlieh Pont 2006 einen Sonderpreis für die Erhaltung des einzigartigen Bürgerparks.

## Persönlichkeiten
- Theodor Pellander (* 1914), Kommunalpolitiker, 1969 bis 1974 letzter Landrat des Kreises Geldern